# Jamie Cureton
Jamie Cureton (* 28. August 1975 in Bristol) ist ein ehemaliger englischer Fußballspieler.

## Sportlicher Werdegang
Cureton rückte Mitte der 1990er in die Wettkampfmannschaft von Norwich City auf und sammelte erste Spielpraxis im Erwachsenenbereich zudem als Leihspieler beim AFC Bournemouth und den Bristol Rovers, die ihn im Oktober 1996 fest unter Vertrag nahmen. Dort reüssierte er in der Folge in der drittklassigen Second Division als regelmäßiger Torschütze und wurde in der Spielzeit 1998/99 mit 25 Saisontoren Torschützenkönig. Zusammen mit Sturmpartner Jason Roberts führte er den Klub in der folgenden Saison beinahe in die Aufstiegsplätze, die Play-Off-Spiele wurden auf dem siebten Tabellenplatz knapp verpasst. Im Spätsommer 2000 wechselte er nach Saisonbeginn zum Ligakonkurrenten FC Reading. Gleichauf mit Neil Harris von Drittligameister FC Millwall wurde er erneut Drittligatorschützenkönig, den Mitaufstieg verpasste er mit dem Klub im Play-off-Finale gegen den FC Walsall. Zwar avancierte Nicky Forster in der Spielzeit 2001/02 zum besten vereinsinternen Torschützen, Cureton schaffte jedoch mit dem Klub am Saisonende als Vizemeister hinter Aufsteiger Brighton & Hove Albion den direkten Zweitligaaufstieg. In der First-Division-Spielzeit 2002/03 erzielte er neun Tore, als der Klub auf dem vierten Platz die Aufstiegsrunde zur Premier League erreichte. Dort schied die Mannschaft im Halbfinale gegen die Wolverhampton Wanderers aus.
Im Sommer 2003 verließ Cureton Europa in Richtung Busan IPark, kehrte aber Anfang 2004 in den englischen Fußball zurück und schloss sich den Queens Park Rangers an. In der Football League Championship konnte er jedoch nicht mehr an seine vorherige Torgefahr anknüpfen und schloss sich im Sommer 2005 Swindon Town in der drittklassigen Football League One an. Zeitweise wurde er an den Ligakonkurrenten Colchester United verliehen. Nachdem Swindon Town abgestiegen war, wechselte er im Sommer 2006 dauerhaft zum in die Championship aufgestiegenen Klub. Der Neuling beendete die Spielzeit 2006/07 auf dem zehnten Platz – mit seinen 23 Saisontoren wurde Cureton Torschützenkönig der zweiten Liga. Daraufhin nahm ihn der Ligakonkurrent Norwich City unter Vertrag. Nach zwölf Toren in seiner ersten Spielzeit rückte er ins zweite Glied und wurde in den folgenden Spielzeiten an den Drittligisten FC Barnsley und nach dem 2009 erfolgten Drittligaabstieg der „Canaries“ ab Februar 2010 an den Viertligisten Shrewsbury Town verliehen.
Ab 2010 wechselte Cureton regelmäßig die Klubs, ehe er im Non-League Football seine Karriere ausklingen ließ. So stand er zwischen 2010 und 2016 für Exeter City, Leyton Orient, Cheltenham Town sowie Dagenham & Redbridge in League One respektive League Two auf dem Platz und spielte anschließend für den FC Farnborough, den FC Eastleigh, St Albans City, den FC Bishop’s Stortford, den FC Enfield sowie den FC Hornchurch.
Später war Cureton Trainer des FC Enfield, den er im September 2023 verließ. Kurze Zeit später übernahm er den Trainerposten des FC Maldon & Tiptree in der Isthmian League.